# Зарицкий, Борис Андреевич
Борис Андреевич Зарицкий (15 июня 1918, Волчанск — 1999, Москва) — советский архитектор-строитель. Заслуженный архитектор РСФСР (1974). Лауреат Государственной премии СССР (1975) и премии Совета Министров СССР (1976).

## Биография
Родился в 15 июня 1918 года в Волчанске (ныне Харьковская область Украины). Член КПСС.
С 1936 по 1941 год учился в Харьковском инженерно-строительном институте. В 1942 году окончил Военно-инженерную академия им. В. В. Куйбышева. Участник Великой Отечественной войны. Начальник штаба 425-го отдельного сапёрного батальона, дивизионный инженер 212-й Кричевской Краснознамённой ордена Суворова стрелковой дивизии. В 1946 году вступил в Союз архитекторов СССР. В 1946—1949 годах учился в аспирантуре Академии архитектуры СССР.
С 1947 года — на хозяйственной, общественной и политической работе. В 1947—1980 годах — архитектор в ряде градостроительных проектов, участник восстановления и модернизации города Ташкента Узбекской ССР.
В 1958—1976 годах — директор специального архитектурно-конструкторского бюро ЦНИИЭП зрелищных зданий и спортивных сооружений. Заместитель начальника Главка по строительству. Член комиссии по присуждению званий Союза архитекторов, председатель и член бюро Архитектурного фонда с 1972 года.
Умер в Москве в 1999 году.

## Проекты и постройки
- Дом Советов г. Пермь (1968 год;главный архитектор А. И. Пилихин, соавторы В. Е. Ещенко, В. И. Лутикова, В. Б. Уманский, И. А. Харьков)[3][1]
- Санаторий «Дубовая роща» г. Железноводск (1968 год; соавтор арх. К. Ф. Бутузова)
- Комплекс фонтанов на площади Независимости г. Ташкент (Узбекистан) (1970—74 года; соавторы Л. Адамов, С. Адылов, Б. Мезенцев, Е. Розанов, Ф. Турсунов)[4][1]

## Награды и звания
- Заслуженный архитектор РСФСР (1974)[1]
- Государственная премия СССР в области литературы, искусства и архитектуры (1975)[1] — за архитектуру центра Ташкента (1966—1974; в составе коллектива)
- Премия Совета Министров СССР (1976)[1]